# إيناس المظفر
إيناس المظفر هي مخرجة فلسطينية مواليد القدس. حصلت على بكالوريوس الإخراج من أكاديمية الفنون في القاهرة، ودرجة الماجستير في الإعلام من جامعة جولدسميث في لندن. عملت في الصحافة وإخراج الأخبار بين الأعوام 2002 و2012. شاركت في عدد من ورش العمل والمهرجانات في مجال الصحافة والإخراج. وعملت في إنتاج عدد من الأفلام السينمائية الفلسطينية والدولية التي ترشحت لجوائز الأوسكار.

## أعمالها مساهماتها
عملت وشاركت إيناس في إنتاج مجموعة من الأفلام منها:
- فيلم عمر للمخرج هاني أبو أسعد.
- فيلم احتلال، عام 2007.
- فيلم الجنة الآن للمخرج هاني أبو أسعد.
- فيلم شرق لغرب.
- فيلم كن هادئاً.
- فيلم عرس رنا للمخرج هاني أبو أسعد.